# Rocca del Col
La Rocca del Col (1.634 m s.l.m.) è una montagna delle Alpi del Monviso nelle Alpi Cozie. Si trova in Piemonte (Provincia di Cuneo).

## Caratteristiche

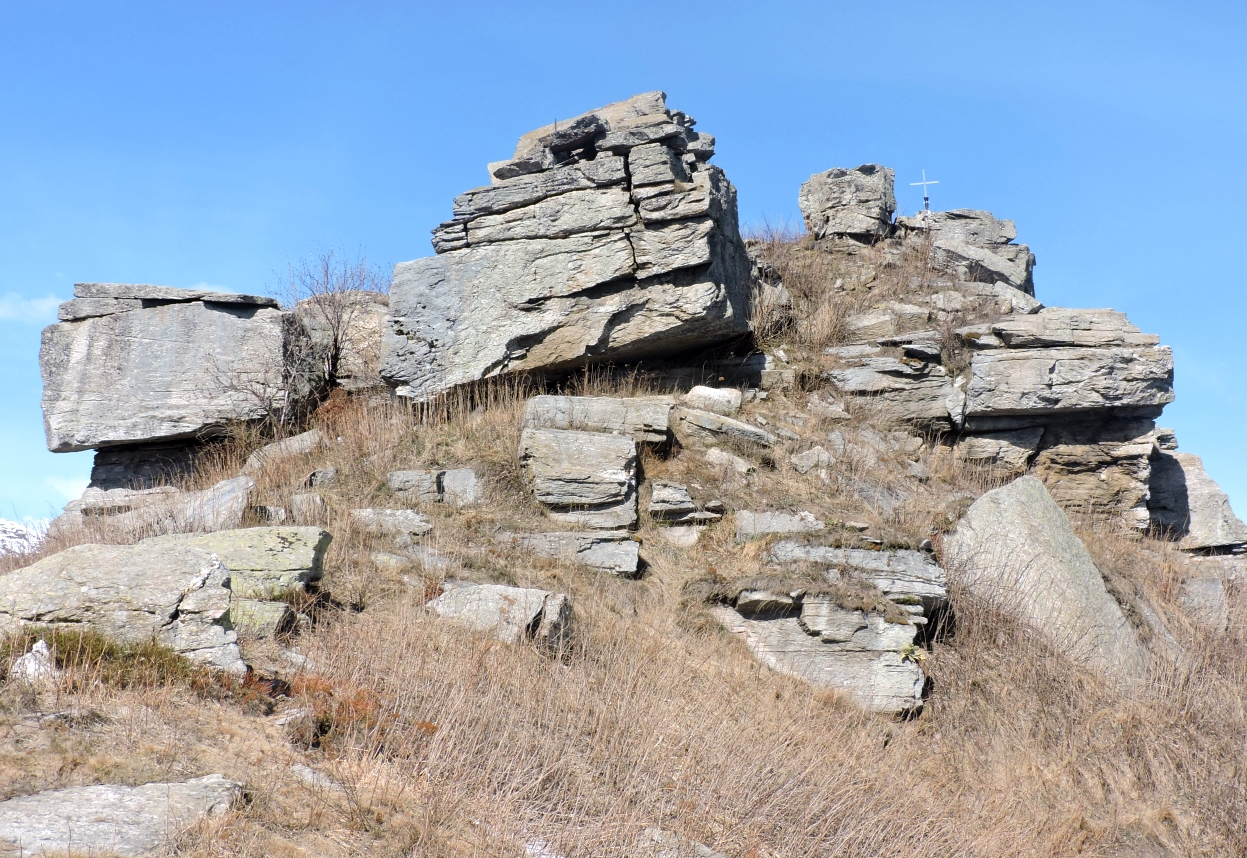
La cima della montagna e la croce di vetta

La montagna è collocata lungo lo spartiacque tra la Valle Po (a nord) e il Vallone di Gilba, tributario quest'ultimo della Val Varaita. Si trova a nord-ovest del Monte Scolagarda, dal quale è separata dalla Bassa Trafane (1.497 m). Verso ovest lo spartiacque prosegue con la sella dove si trova la cappella di San Bernardo di Gilba e poi risale verso il Bric la Plata. La Rocca del Col si trova sul confine tra i comuni di Sanfront (Val Po) e di Brossasco (Val Varaita). Sulla sua cima è collocata una croce metallica.

## Salita alla vetta
La montagna viene salita in genere dal sentiero che percorre il crinale Po/Gilba. La difficoltà di ascensione è valutata di grado E (escursionismo medio).

## Cartografia
- Cartografia ufficiale italiana dell'Istituto Geografico Militare (IGM) in scala 1:25.000 e 1:100.000, consultabile on line
- Istituto Geografico Centrale - Carta dei sentieri 1:50.000 n.6 "Monviso"
- Fraternali editore, Carta dei sentieri e stradale 1:25.000 n.10 "Valle Po Monviso"